# Groot Zuiden
Groot Zuiden (Italiaans: Grande Sud; afgekort GS) is een federatie van politieke partijen uit Italië. De drie onderdelen van deze federatie zijn:
- Kracht van het Zuiden (Forza del Sud), geleid door Gianfranco Miccichè (ex-FI);
- Wij het Zuiden - Vrijheid en Autonomie (Noi Sud - Libertà e Autonomia), geleid door Arturo Iannaccone (ex-MpA);
- Ik het Zuiden (Io Sud), geleid door Adriana Poli Bortone (ex-AN).

## De partij
Op 14 juli 2011 werd de oprichting aangekondigd van een federatie van drie regionalistische bewegingen uit Zuid-Italië. Volgens Gianfranco Miccichè, een van de oprichters, moest deze beweging "haar eigen kracht in het Parlement doen gelden om datgene te bereiken wat tot vandaag alleen de Lega Nord bereikt."
Groot Zuiden presenteerde voor het eerst een eigen lijst bij de regionale verkiezingen in Molise als deel van de centrumrechtse coalitie rond Angelo Michele Iorio. De lijst behaalde 6,53% van de stemmen en kon zo 2 regionale raadsleden leveren.

### Regionale verkiezingen in Sicilië 2012
Op 28 augustus 2012 kondigde Gianfranco Miccichè zijn kandidatuur aan als president van de Regio Sicilië voor de verkiezingen van oktober. Naast de steun van Groot Zuiden kreeg hij ook die van de Partij van de Sicilianen (een emanatie van de Beweging voor de Autonomieën van de aftredende president Raffaele Lombardo) en die van Toekomst en Vrijheid. Zijn kandidatuur kwam tot stand na een conflict met de PdL, na een eerder akkoord om de kandidatuur van Nello Musumeci te steunen.

### Italiaanse parlementsverkiezingen 2013
Voor de parlementsverkiezingen van 2013 gaat Groot Zuiden opnieuw in coalitie met het Volk van de Vrijheid. Deze verzoening met Berlusconi leidde tot ongenoegen onder bepaalde Siciliaanse partijleden.